# 约翰尼·埃克斯特伦
约翰尼·埃克斯特伦（瑞典語：Johnny Ekström，1965年3月5日—），生于哥德堡，瑞典男子足球运动员。他曾代表瑞典国家队参加1990年国际足联世界杯和1992年欧洲足球锦标赛。